# چلچله‌ها ۷۰۶

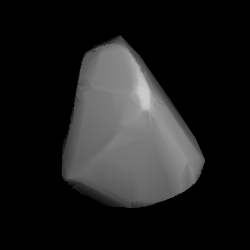
مدل سه‌بُعدی سیارک چلچله‌ها ۷۰۶ طبق منحنی نور آن

سیارک ۷۰۶ (به انگلیسی: 706 Hirundo، نامگذاری:1910KX) هفتصد و ششمین سیارک کشف شده‌است که در ۹ اکتبر ۱۹۱۰ و در هایدلبرگ کشف شد.
قدر مطلق سیارک برابر ۱۰٫۲۰ است.